# Будинок генерала Брусилова (Вінниця)
Будинок генерала Брусилова — будинок у Вінниці, у якому в 1913–1914 роках жили російський воєначальник, командир 8-ї армії генерал Олексій Олексійович Брусилов з дружиною. Пам'ятка історії Вінниці з охоронним номером 24; пам'ятка архітектури і містобудування місцевого значення з охоронним номером 211-М.
Будинок побудований за проектом архітектора Григорія Артинова, який теж там мешкав. Спочатку споруда була одноповерховою, згодом був добудований другий поверх.
Місто закарбувалось у пам'яті генерала:
|  | Вінниця — це останній етап нашого мирного тихого буття в минулому. Наш скромний затишний будиночок з садком, улюблені книги та журнали, милі люди, які нас оточували, багацько зелені, квітів, прогулянки полями й лісами, спокій душевний… А потім крапка… Налетів ураган війни і революції, й особистого життя більше немає. Вінниця була для нас на рубежі, на перевалі і тому яскраво збереглася в пам'яті серця.Оригінальний текст (рос.) Винница — это последний этап нашего мирного тихого бытия в прошлом. Наш скромный уютный домик с садиком, любимые книги и журналы, милые люди, нас окружавшие, масса зелени, цветов, прогулки по полям и лесам, мир душевный… А затем точка… Налетел ураган войны и революции, и личной жизни больше нет. Винница была для нас на рубеже, на перевале и потому ярко сохранилась в памяти сердца. |

З початком військових дій родині Брусилова довелося покинути місто. Його будинок досі зберігає загалом колишній вигляд, включно з оригінальною огорожею початку ХХ ст. та художньою вставкою-рельєфом. На ньому встановлені дві меморіальних дошки.

## Галерея

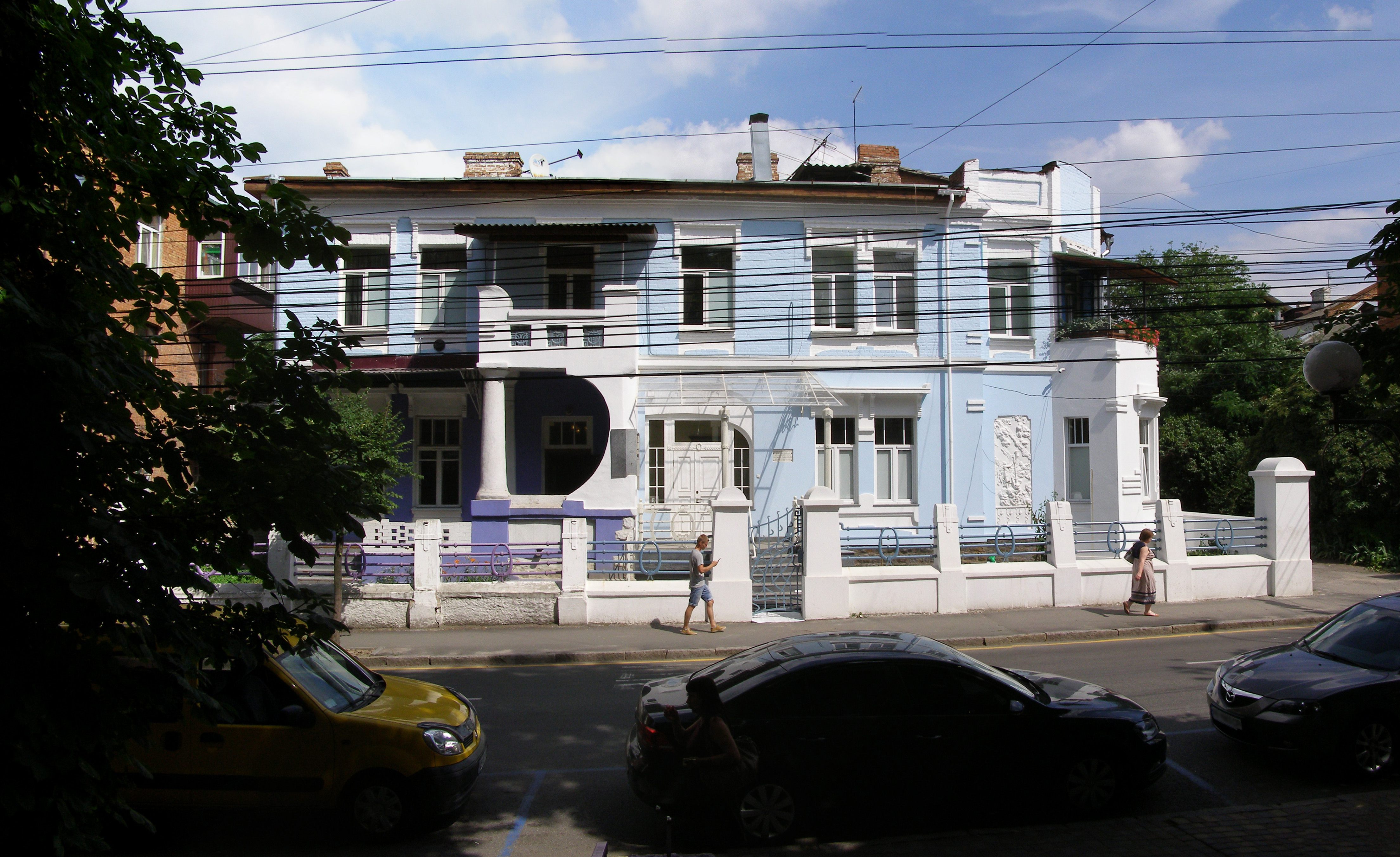
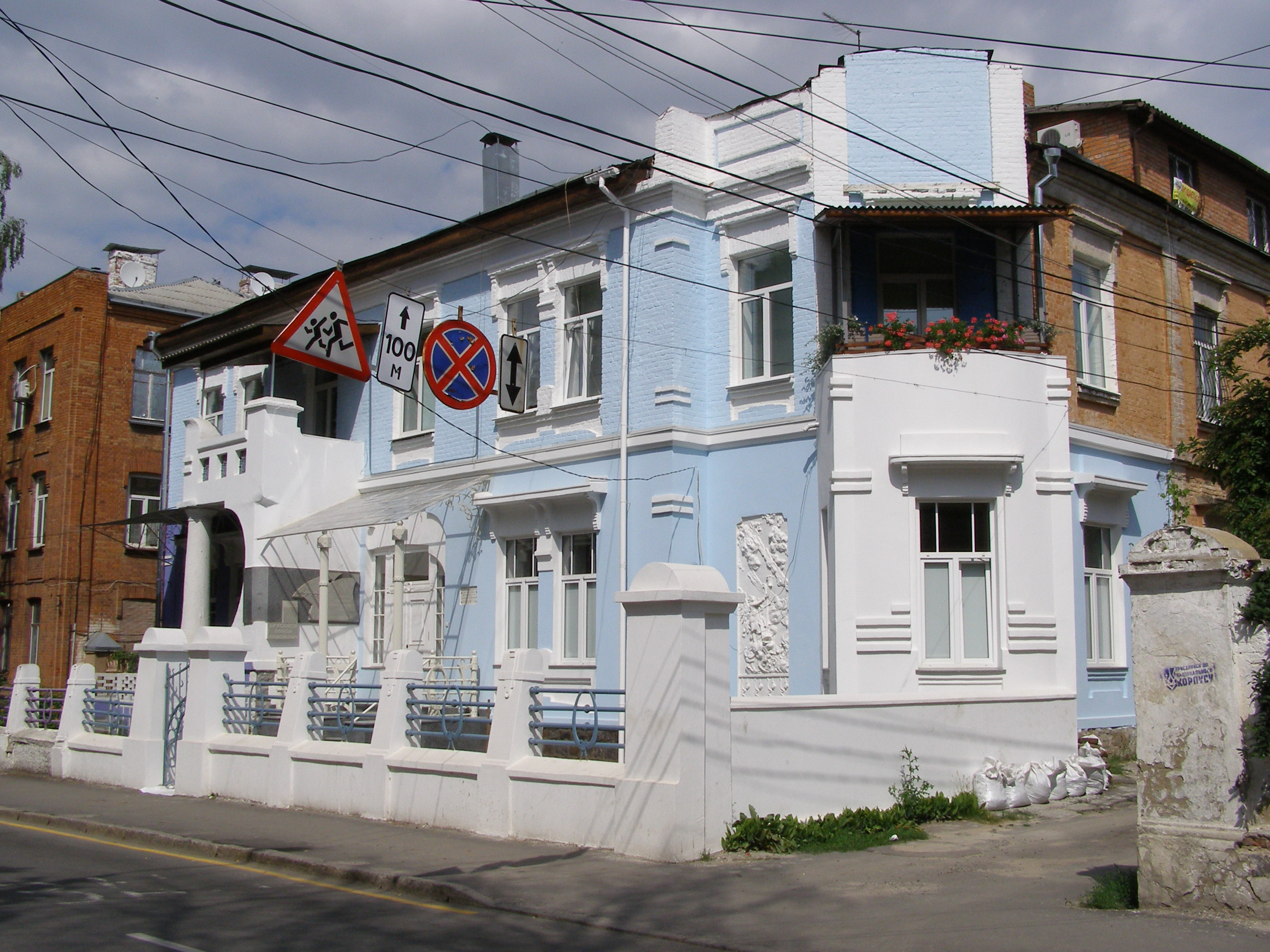
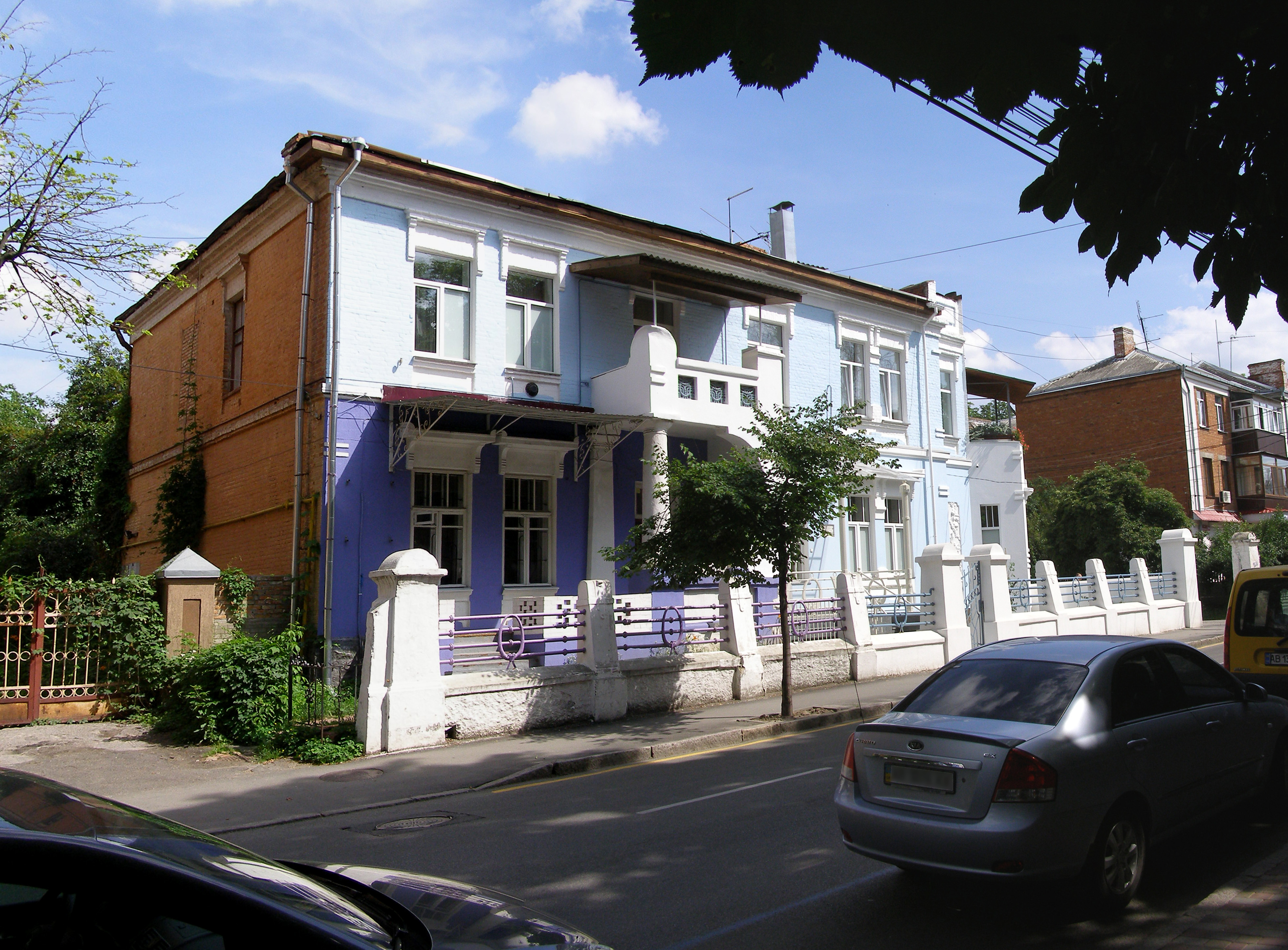
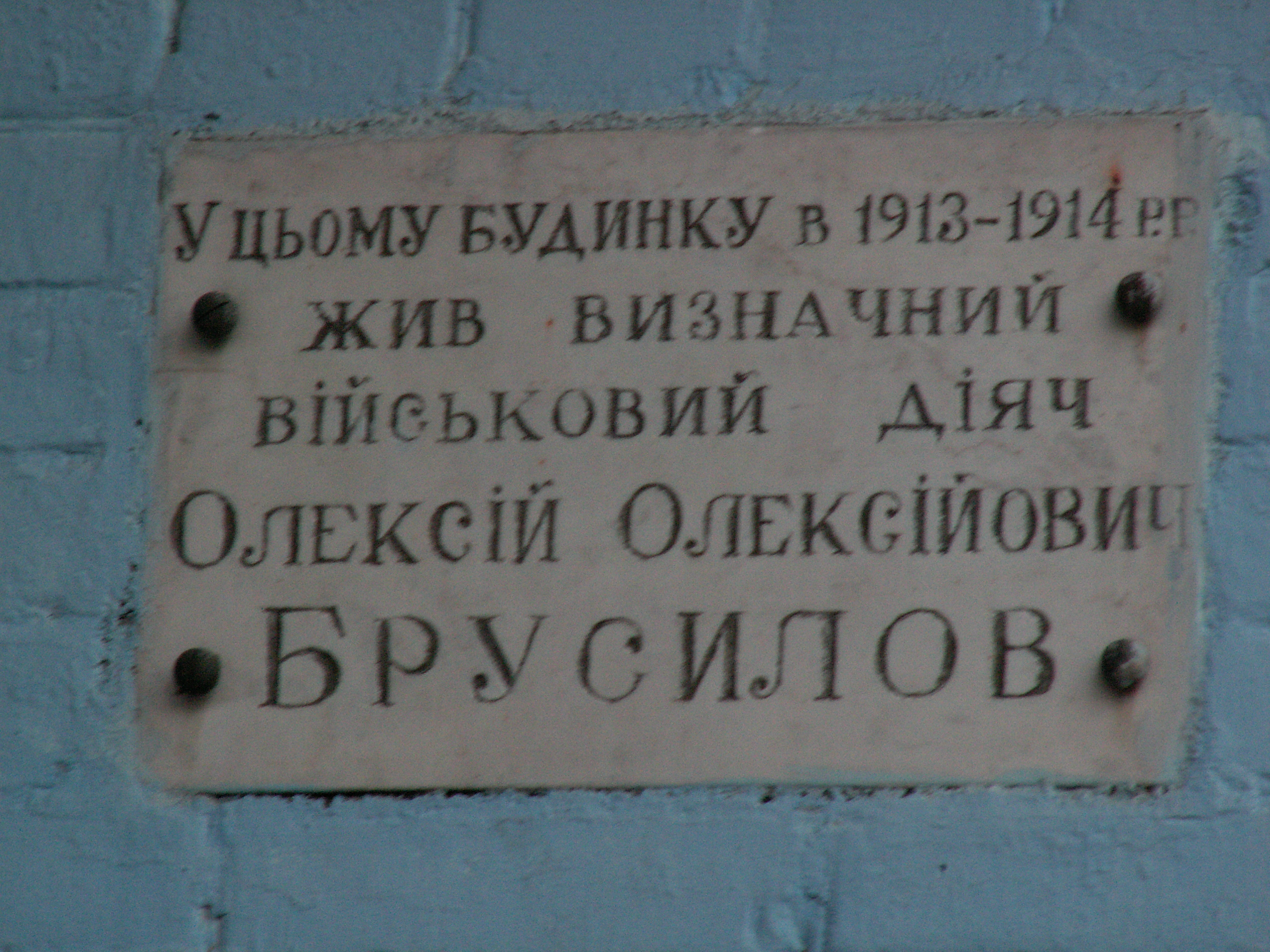
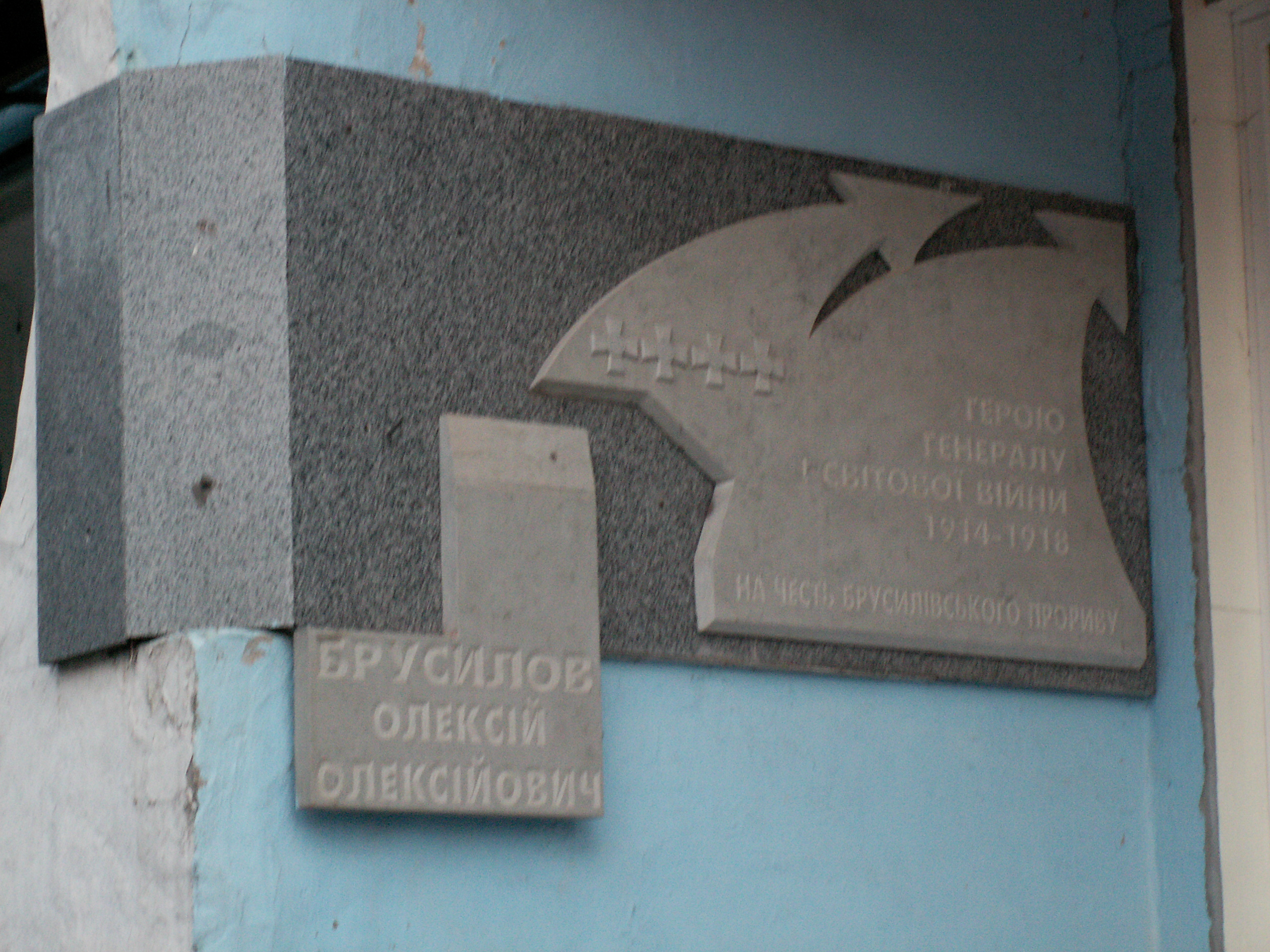
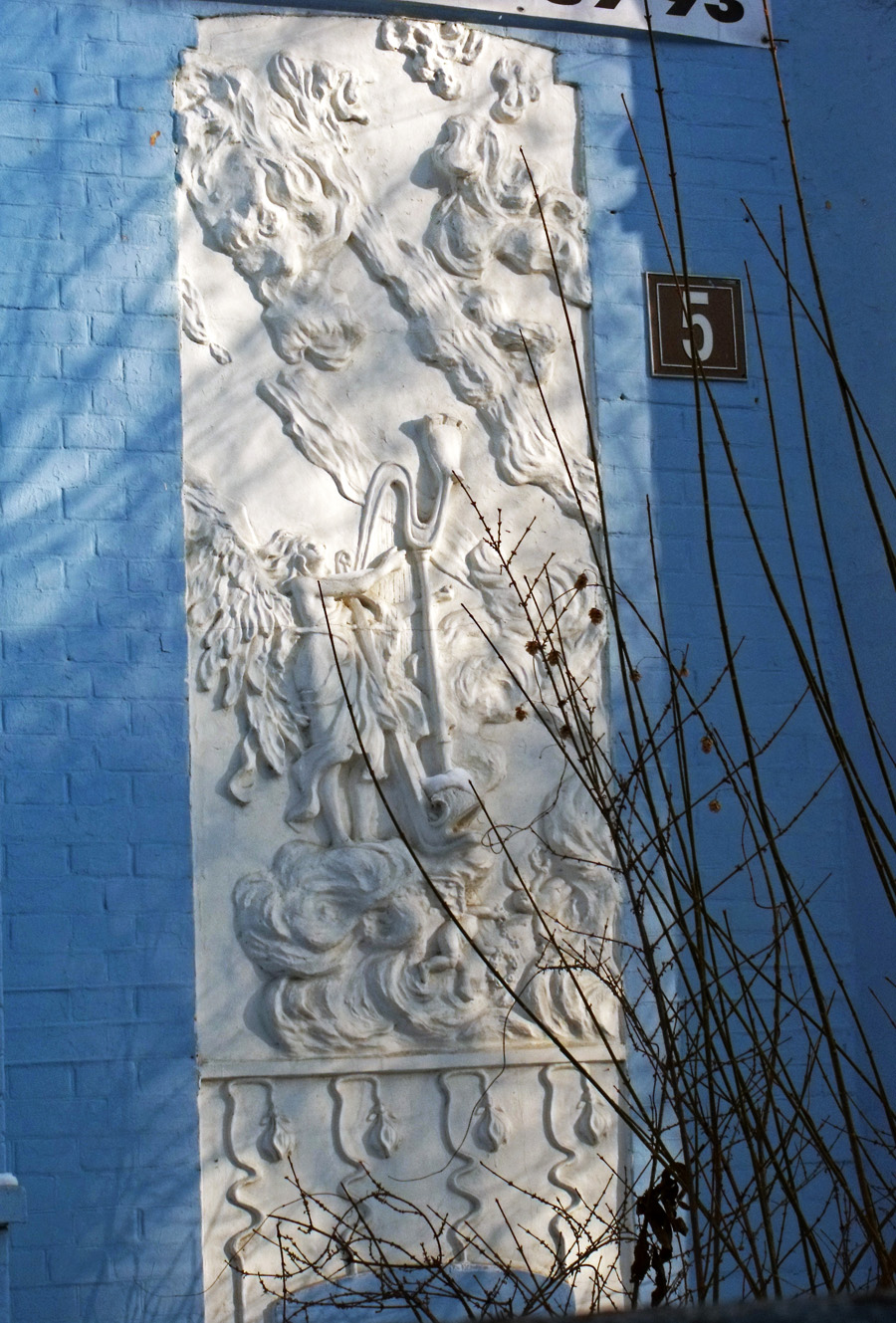
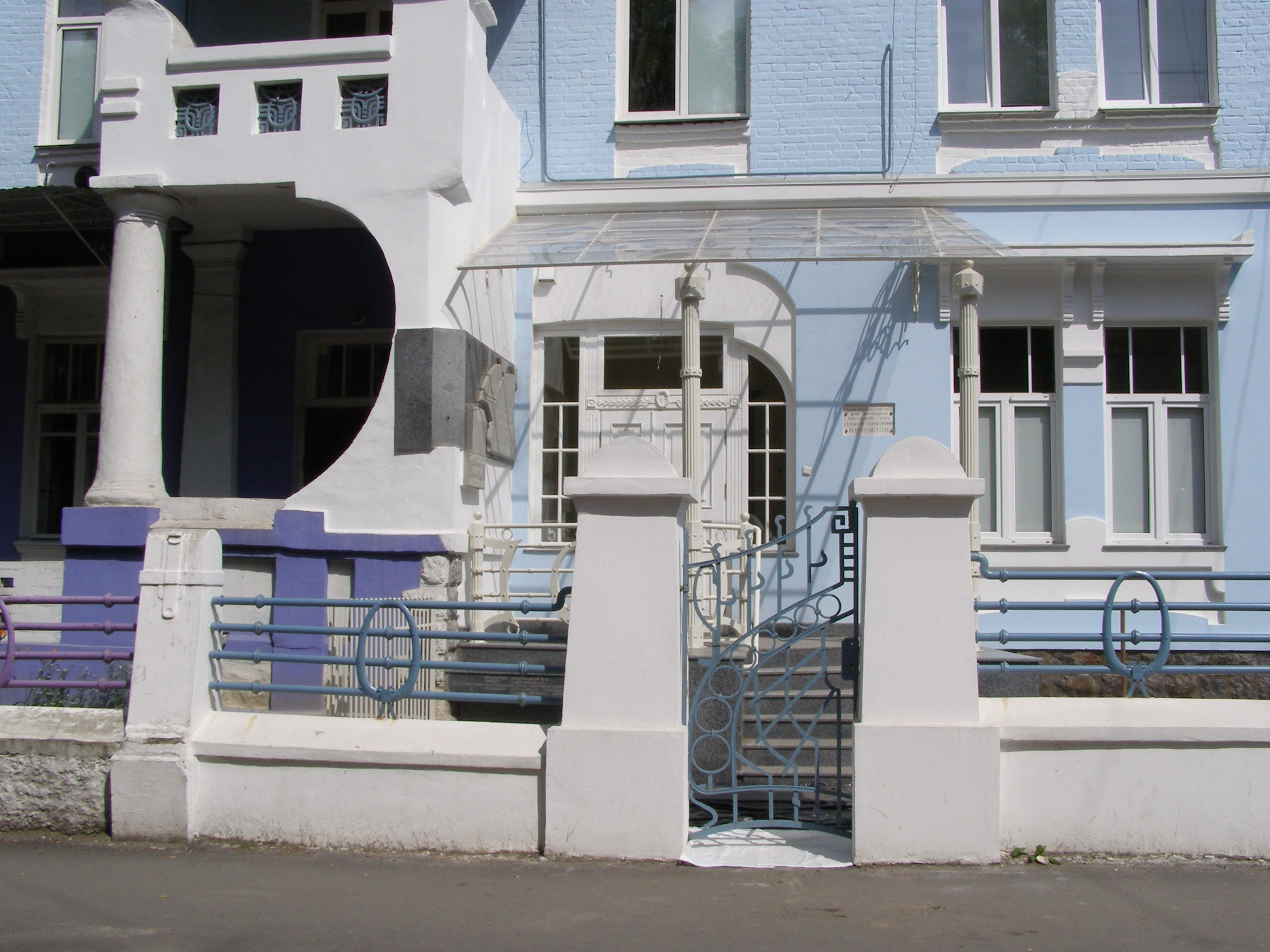
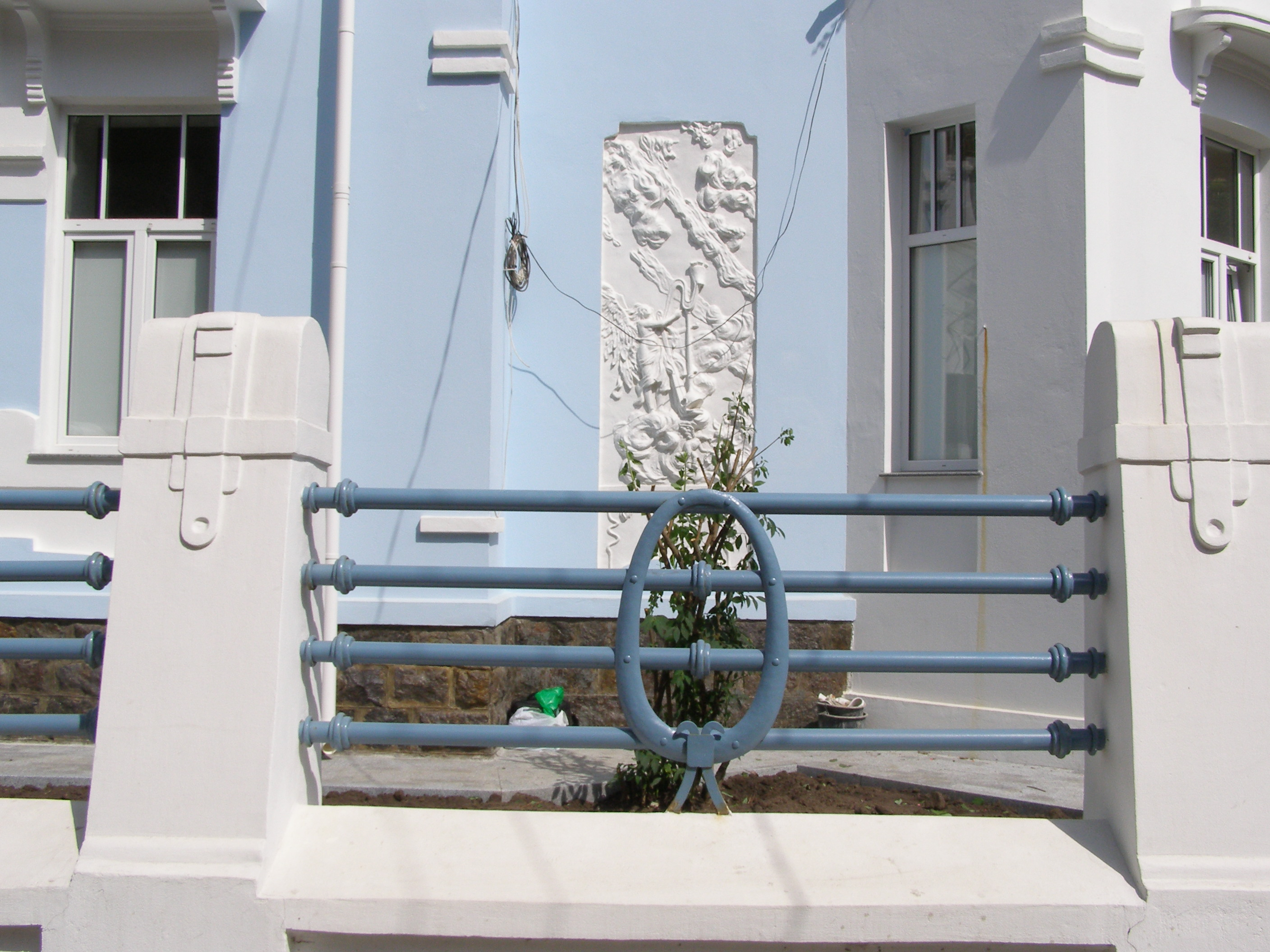
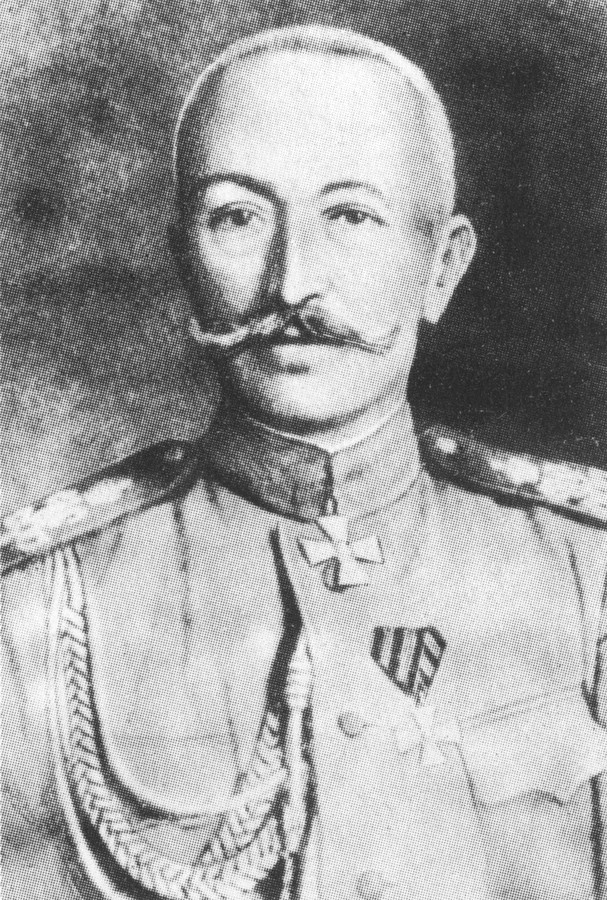